# Fabien Raddas
Fabien Raddas (Poissy, 7 marzo 1980) è un ex calciatore francese, di ruolo centrocampista.

## Caratteristiche tecniche
Gioca come trequartista, ma può essere impiegato anche in attacco, come seconda punta.

## Carriera

### Club
Comincia a giocare al Poissy. Nel 2002 passa al Rouen. Nel 2003 si trasferisce al Stade Brest. Nel 2004 viene acquistato dal Poissy. Nel 2007 si trasferisce al Paris FC. Nel 2008 passa al Stade Lavalloise. Nel 2010 viene acquistato dal Cannes. Nel 2011 passa al Beauvais. Nel 2012 si trasferisce al Mont-de-Marsan. Nel 2013 si accasa allo Chambly Thelle. Nel 2015 viene acquistato dal Poissy, in cui torna per la terza volta in carriera.

### Nazionale
Nato in Francia, ma di origini guadalupensi, sceglie di vestire la maglia della Nazionale guadalupense. Il debutto arriva il 6 gennaio 2007, nell'amichevole Martinica-Guadalupa (3-0). Ha messo a segno la sua prima rete con la maglia della Nazionale il 16 gennaio 2007, in Guadalupa-Guyana (3-4), in cui ha siglato la rete del definitivo 3-4, trasformando un calcio di rigore. Ha partecipato, con la Nazionale, alla Gold Cup 2007. Ha collezionato in totale, con la maglia della Nazionale, 13 presenze e due reti.